# Sandro Botticelli
Alessandro di Mariano di Vanni Filipepi, bolj poznan kot Sandro Botticelli, italijanski slikar, * 1. marec, 1444 ali 1445 (vprašljivo), † 17. maj, 1510).
Bil je slikar florentinske šole v času zgodnje renesanse - t. i. quattrocento. Manj kot sto let kasneje je to obdobje pod patronatom Lorenza de' Medicija, Giorgio Vasari označil kot »zlato dobo« v svoji knjigi Življenjepisov umetnikov v opisu življenja Botticellija. Njegov posmrtni sloves je trpel do poznega 19. stoletja; ko je njegovo delo vnovič postalo pokazatelj veličine zgodnjerenesančnega slikarstva in sta njegovi sliki Rojstvo Venere in Pomlad postali najbolj znani mojstrski dosežek florentinskega slikarstva 15. stoletja.

## Življenjepis

### Zgodnje življenje
Rodil se je v Firencah v hiši na Via Nuova, Borg'Ognissanti. Obstaja zelo malo podrobnosti o Botticellijevem življenju. Njegov oče je bil strojar. Znano je, da je postal vajenec ko je bil star približno štirinajst let kar pomeni, da je prejel popolnejše izobraževanje od drugih renesančnih umetnikov. Verjetno je bil vajenec do leta 1462 v slikarski delavnici Fra Filippa Lippija. Veliko njegovih zgodnjih del je bilo narejenih pod vplivom starejšega učitelja in avtorstvo ostaja še naprej negotovo. Oba sta imela bolj risarski pristop z elegantnimi, skoraj kaligrafskimi vzorci in prefinjeno barvno paleto. Nanj je vplivalo tudi monumentalno slikarstvo Masaccia, čeprav ga je Lippi naučil bolj intimno in podrobno slikati.
Prva Botticellijeva dokumentirana slika je nastala leta 1470 in sicer Pogum (Fortitude) za dvorano trgovske palače (Palazzo dei Mercanti) v Firencah.
Po letu 1470 je imel Botticelli že svojo delavnico pod pokroviteljstvom rodbine Medičejcev. Z njimi je prijateljeval naslednjih dvajset let in zanje med drugimi naslikal svoje najslavnejše mojstrovine: Pomlad (1482, galerija Uffizi) in Rojstvo Venere (1485, galerija Uffizi).

### Zrelo obdobje
Poklon Treh kraljev za cerkev Santa Maria Novella (ok. 1475-1476, sedaj v galeriji Uffizi) vsebuje portrete Cosima de Medici, s sinovoma Pierom in Giovannijem in vnukoma Lorenzom in Giulianom. Prizor predstavlja enega od Botticellijevih vrhuncev.
Leta 1481 je papež Sikst IV. poklical Botticellija in druge vidne florentinske in umbrijske umetnike da naslikajo freske na stenah Sikstinske kapele. Ikonološki program je pripravil papež sam in je predstavljal dogodke iz življenja Mojzesa in Jezusa. Botticellijev prispevek so bile slike: Skušnjave Kristusa, Kaznovanje upornikov in Sojenje Mojzesu. Vrnil se je v Firence in ostal tam do konca svojega življenja.
Tesna povezanost s humanističnimi idejami časa in ustvarjalno domišljijo umetnika da pokaže svoje zrele mojstrovine po letu 1475 je imela za posledico mojstrovini Pomlad (ok. 1482), alegorija na rojstvo pomladi in Rojstvo Venere (ok. 1485), boginja ljubezni vstaja iz morske pene in plava na školjčni lupini. Izjemno vitke figure, posebej njegovi ženski liki, katerih bledi in melanholični obrazi so obkroženi z bogatimi zlatimi lasmi kažejo odmeve gotike. Vasari je zapisal da sta bili naročeni za vilo Lorenza di Pierfrancesco de'Medici v Castello v sredini 16. stoletja. Nedavne študije kažejo drugače: Pomlad je naslikal za Lorenzovo mestno hišo v Firencah, Rojstvo Venere je naročil nekdo drug za drugo mesto. Po letu 1499 sta bili nameščeni na Castello.
V teh delih se vidi vpliv gotskega realizma, Botticelliju priljubljene študije antike. Kompleksen pomen teh slik je še predmet široke pozornosti strokovnjakov, predvsem s poudarkom na poeziji in filozofiji humanistov, ki so bili umetnikovi sodobniki. 
V sredini 1480-tih je Botticelli delal na ciklusu večjih fresk skupaj s Peruginom, Ghirlandaiom in Filippinom Lippijem za vilo Lorenza Veličastnega blizu Volterre. Poleg tega pa je naslikal številne freske v firenški cerkvi. Leta 1491 je bil v odboru, ki je odločal o fasadi stolnice v Firencah.
Smrt Lorenza de' Medici leta 1492 je pomenila konec briljantno epohe florentinske umetnosti in začetek socialnih in verskih nemirov, zlasti po izgonu Medičejcev leta 1494, ko je Savonarola leta 1498 uvedel sedež teokracije v Firencah. Tako kot mnogi v Firencah, je tudi Botticelli prišel pod vpliv Savonarole in njegova umetnost se je preoblikovala iz dekorativne v globoko verno. Znake te spremembe nosi delo Mistično rojstvo (ok. 1500-1501).
- Poklon kraljev, 1475, 111 cm × 134 cm
- Sacra conversazione oltarna slika, c. 1470–72, Uffizi, imenovana Pala di Sant'Ambrogio
- Sv. Boštjan, 1474
- Marija z lilijami in osmimi angeli, c. 1478
- Fresco Sv. Avgust v svojem studiu, Ognissanti, 1480

### Zasebno življenje
Botticelli se ni nikoli poročil, saj je čutil močan odpor do ideje o poroki.
Priljubljeno mnenje je, da je trpel zaradi neuslišane ljubezni Simonette Vespucci, poročene plemkinje. V skladu s splošnim prepričanjem mu je služila kot model za Rojstvo Venere in nato se ponovi še večkrat na njegovih slikah kljub dejstvu, da je ona umrla že leta 1476. Na Botticellijevih slikah se pogosto pojavljajo isti obrazi, velikokrat je upodobljena Clarice Orsini njegova mladostniška ljubezen
Botticelli je že leta 1502 malo delal. Leta 1504 je bil član odbora, ki je moral odločiti, kje bi postavili Michelangelov kip David. Njegova poznejšega dela, še posebej serija O življenju Svetega Zenobiusa pričajo, da je izgubil občutek za dimenzije, osebe so izrazito izkrivljene, barve so nenaravne in spominjajo na dela Fra Angelica skoraj stoletje prej. 
V zadnjih letih življenja pa je tudi povsem nehal slikati. To naj bi bilo posledica dejstva, da se je občinstvo vedno bolj navduševalo nad njegovimi mlajšimi sodobniki.
Malo je znanega o zadnjem obdobju Botticellijevega življenja. Govori se o tem, da se je posvetil ilustriranju Dantejeve Božanske komedije, zanemarjal naj bi svoje delo in živel v pomanjkanju.
Botticelli prosil, da ko bo umrl, naj ga pokopljejo na nogah v cerkvi Ognissanti v Firencah. Njegova želja je bila upoštevana, ko je umrl 34 let kasneje, leta 1510.
Nekateri sodobni zgodovinarji so preučili tudi druge vidike njegove seksualnosti. Leta 1938 je Jacques Mesnil odkrili povzetek stroška v florentinskem Arhivu za 16. november 1502, ki se glasi preprosto "Botticelli obdrži dečka", pod obtožbo sodomije. Slikar bi bil takrat star oseminpetdeset let, stroški so se sčasoma zmanjšali. Mesnil je to zavrnil kot običajno obrekovanje, s katerim so nasprotniki Savonarola zlorabili položaj. Mnenje je še vedno razdeljeno tudi o tem ali je to dokaz o homoseksualnosti.

## Sikstinska kapela
Leta 1481 je papež Sikst IV. poklical Botticellija in druge ugledne florentinske in umbrijske umetnike, da so poslikali stene novo dokončane Sikstinske kapele. Ta velik projekt naj bi bil glavni okras kapele. Večina fresk je ostala, vendar jih Michelangelovo delo naslednjega stoletja močno zasenčilo in delno uničilo, saj so bile nekatere prejšnje freske uničene, da bi naredile prostor za njegove slike. Florentinski prispevek naj bi bil del mirovnega dogovora med Lorenzom Medičejskim in papežem. Potem ko je bil Sixt vpleten v Pazzijevo zaroto, so sovražnosti prerasle v izobčenje Lorenza in drugih florentinskih uradnikov ter v majhno "Pazzijevo vojno".
Ikonografska shema je bila par ciklov, obrnjenih drug proti drugemu na straneh kapele, Kristusovo življenje in Mojzesovo življenje, ki skupaj nakazujeta prevlado papeštva. Botticellijev prispevek je vključeval tri od prvotnih štirinajstih velikih prizorov: Kristusove skušnjave, Mojzesova mladost in Kaznovanje upornikov, pa tudi več namišljenih portretov papežev na zgornji ravni in slike neznanih subjektov v lunetah zgoraj, kjer je zdaj Michelangelov strop Sikstinske kapele. Morda je naredil tudi četrti prizor na zadnji steni nasproti oltarja, ki je zdaj uničen. Vsak slikar je iz svoje delavnice pripeljal ekipo pomočnikov, saj je bilo prostora za pokrivanje precej; vsaka od glavnih enot je velika približno 3,5 krat 5,7 metra, delo pa je bilo opravljeno v nekaj mesecih.
Vasari nakazuje, da je bil Botticelli zadolžen za celotno umetniško vodenje projekta, sodobni umetnostni zgodovinarji pa menijo, da je verjetneje, da je če kdo, Pietro Perugino, prvi zaposleni umetnik, dobil to vlogo. Teme in številne podrobnosti, ki jih je treba poudariti pri njihovi izvedbi, so umetnikom nedvomno izročile vatikanske oblasti. Sheme predstavljajo kompleksen in koherenten program, ki uveljavlja papeško nadvlado, in so v tem bolj enotni kot v svojem umetniškem slogu, čeprav umetniki sledijo doslednemu merilu in široki kompozicijski postavitvi, z množicami figur v ospredju in predvsem pokrajino v zgornji polovici prizora. Če upoštevamo naslikane pilastre, ki ločujejo vsak prizor, se raven obzorja med prizori ujema, Mojzes pa v svojih prizorih nosi enaka rumena in zelena oblačila.

## Vpliv Savonarola
V kasnejšem življenju je bil Botticelli eden izmed privržencev globoko moralističnega patra Girolamo Savonarola, ki je pridigal v Firencah od leta 1490 do njegove usmrtitve leta 1498.
Botticellijev biograf Ernst Steinmann je iskal umetnikov psihični razvoj s pomočjo slike Marije. Pri poglabljanju v videz in izražanje Marijine fizionomije je Steinmann razbral dokaz, da je Savonarola vplival na Botticellija. Steinmann se je strinjal s Vasarijevo trditvijo, da Botticelli ni izdelal ničesar potem ko prišel pod Savonarolin vpliv, kar ne bi sledilo neposredno iz naukov dominikanskega meniha.

## Verske slike po Rimu
Botticelli se je leta 1482 vrnil iz Rima z ugledom, ki ga je njegovo delo tam močno okrepilo. Tako kot pri njegovih posvetnih slikah je dobil veliko verskih naročil večjih in nedvomno dražjih kot prej. Botticellijeva dela, ki jih je največ, izvirajo iz 1480-ih in večina teh je verskih. Do sredine 1480-ih je mesto zapustilo veliko vodilnih florentinskih umetnikov, nekateri pa se nikoli več niso vrnili. Vzhajajoča zvezda Leonardo da Vinci, ki se je posmehoval Botticellijevim krajinam, je odšel leta 1481 v Milano, brata Pollaiolo leta 1484 v Rim in Andrea Verrochio leta 1485 v Benetke.
Preostali voditelji florentinskega slikarstva, Botticelli, Domenico Ghirlandaio in Filippino Lippi, so s Peruginom delali na velikem ciklu fresk za vilo Lorenza Veličastnega v Spedallettu blizu Volterre. Botticelli je naslikal številne Marije ter oltarne slike in freske v florentinskih cerkvah. Leta 1491 je bil član odbora za odločanje o fasadi za firenško katedralo, naslednje leto je prejel majhno plačilo za zasnovo sheme, ki je bila sčasoma prekinjena, za postavitev mozaikov na nekatere notranje strešne oboke v stolnici.
Ko se je faza slikanja velikih posvetnih del verjetno končala do poznih 1480-ih, je Botticelli naslikal več oltarnih podob in zdi se, da je bilo to obdobje vrhunca za izdelavo Marij v njegovi delavnici. Največja Botticellijeva oltarna slika, Oltar San Marco (378 x 258 cm, Uffizi), je edina, ki je ostala s celotno predelo s petimi tablami.
Nasprotno pa Cestellovo oznanjenje (1489–90, Uffizi) tvori naravno skupino z drugimi poznimi slikami, zlasti dvema Objokovanje Kristusa, ki imata enako mračno ozadje in precej pretirano izraznost upognjenih poz figur. Ima nenavadno podrobno pokrajino, še vedno v temnih barvah, vidno skozi okno, za katero se zdi, da se riše po severnoevropskih modelih, morda po grafikah.
Po približno letih 1493 ali 1495 se zdi, da Botticelli ni več slikal večjih verskih slik.

## Portreti
Botticelli je naslikal številne portrete, čeprav ne tako veliko, kot so mu pripisali. Obstajajo številne idealizirane portretne podobne slike žensk, ki verjetno ne predstavljajo določene osebe (nekatere so zelo podobni Veneri v njegovih Venera in Mars). Tradicionalne trače jih povezujejo s slavno lepotico Simonetto Vespucci, ki je umrla pri dvaindvajsetih leta 1476, vendar se to zdi malo verjetno. Te figure predstavljajo posvetno povezavo z njegovimi Marijami.
Z eno ali dvema izjemama njegovi majhni samostojni portreti ne prikazujejo portretiranca nižje navzdol po trupu kot do dna prsnega koša. Ženske so običajno v profilu, polnem ali le malo obrnjene, medtem ko so moški običajno v "tričetrtinski" pozi, vendar jih nikoli ne vidimo povsem frontalno. Tudi ko je glava obrnjena bolj ali manj naravnost, se osvetlitev uporablja za ustvarjanje razlike med stranmi obraza. Ozadja so lahko navadna ali prikazujejo odprto okno, običajno brez vidnega neba. Nekateri so razvili krajinsko ozadje. Te značilnosti so bile značilne za florentinske portrete na začetku njegove kariere, v zadnjih letih pa so bile staromodne.
Veliko portretov obstaja v več različicah, verjetno večinoma iz delavnice; pri njihovem pripisovanju je pogosto negotovost. Ozadje se med različicami spreminja, figura pa ostaja enaka. Tudi njegovi moški portreti so pogosto dvomljive identifikacije, najpogosteje različnih Medičejci, več, kot to potrjujejo resnični dokazi. Portrete je slikal tudi v drugih delih, na primer takrat, ko je v svoje zgodnje Čaščenje Treh kraljev vstavil avtoportret in Medičejce. Več figur na freskah Sikstinske kapele je videti kot portrete, vendar subjekti niso znani, čeprav so bila narejena izmišljena ugibanja.

## Dela (izbor)
- Portret Simonette Vespucci
- Pomlad
 (La Primavera), 1478/1482
- Kaznovanje upornikov, detajl freske v Sikstinski kapeli, 1481–1482
- Venera in Mars, 
okoli 1483
- Rojstvo Venere 
(La nascita di Venere), 1486
- Parisova sodba
(Il Giudizio di Paride)
 1485–1488
- Apelovo obrekovanje, okoli 1495
- Minerva in Kentaver (Pallade e il centauro), 1482/83 ali po 1485
- Portret mlade ženske, morda Simonetta Vespucci, 1484. Rimska vgravirana gema na njeni ogrlici je bila last Lorenza de’ Medici.
- Portret moškega z medaljo Cosima starejšega, 1474; medalja je vstavljen gesso odlitek prave medalje.

## Posmrtni vpliv
Po njegovi smrti  je njegov ugled zamrl bolj kot katerega koli drugega velikega evropskega umetnika. Njegove slike so ostale v cerkvah in vilah za katere so bile ustvarjene, njegove freske v Sikstinski kapeli je zasenčil Michelangelo. Britanski zbiralec William Young Ottley je prinesel Botticellijevo Mistično Kristusovo rojstvo v London leta 1799, potem ko jo je kupil v Italiji. Po Ottleyevi smrti jo je kupil William Fuller-Maitland of Stansted. Razstavljena je bila na glavni umetniški razstavi Art Treasures v Manchestru leta 1857, kjer si jo je med mnogimi drugimi likovnimi deli ogledalo več kot milijon ljudi. V začetku 19. stoletja so si Botticellijeve freske v Sikstinski kapeli z zadovoljstvom pogledali umetnostni zgodovinarji Alexis -François Rio, Anna Brownell Jameson in Charles Eastlake, ker so bili nanje opozorjeni, saj so se začela Botticellijeva dela pojavljati v nemških zbirkah in v svoja dela so začeli uvajati njegovo tehniko prerafaeliti. Walter Pater je ustvaril literarno sliko o Botticelliju, kar je nato povzročilo novo estetsko gibanje. Prva monografija o umetniku je bila objavljena leta 1893. Potem je bilo med 1900 in 1920 napisanih več knjig o Botticelliju, kot tudi o drugih slikarjih.

## Razstave
- 2010 Botticelli; Portret mita, predanost. Frankfurt na Maini, Stadel, kustos Andreas Schumacher.
- 2003 Botticelli; De Laurent Le Magnifique à Savonarole, Pariz, Musée du Luxembourg, Pariz 2003/2004.
- 2000 Botticelli; Pittore della Divina Commedia, Rim, Scuderie Papale al Quirinale
- 1997 Botticelli je priča; Spreminjanje sloga v spreminjajočih Firencah. Boston, Isabella Gardner Museum